# Round & Round
"Round & Round" este un cântec al trupei americane Selena Gomez & The Scene.Este scris și produs de Kevin Rudolf, Andrew Bolooki, și Jeff Halavacs.A fost lansat pe 22 iunie 2010 ca primul single de pe ce-l de-al doilea album al trupei, A Year Without Rain."Round & Round" este un cântec dance-pop cu ritmuri rock și disco.
Cântecul a primit recenzii pozitive, criticii afirmând faptul că este actractivă și peste așteptările demografice.A ocupat locul douăzeci și patru în Billboard Hot 100, devenind single-ul cu cea mai mare poziție în SUA al trupei. A ocupat poziții mediocre în diferite țări, printre care Austria, Canada, Germania și Marea Britanie.Selena Gomez & The Scene au cântat de multe ori această melodie, precum și la America's Got Talent.

## Listă de single-uri
US Digital download
1. "Round & Round" - 3:06

Round & Round (Dave Audé Remix) - Single
1. "Round & Round" (Dave Audé Remix) - 3:32

Australian / UK Remixes EP
1. "Round & Round" (Wideboys Club Mix) - 5:56
2. "Round & Round" (Fascination Club Mix) - 6:11
3. "Round & Round" (7th Heaven Club Mix) - 6:08
4. "Round & Round" (Dave Audé Club Remix) - 6:23

Australian Digital Single
1. "Round & Round" - 3:05
2. "Naturally" (Ralphi Rosario Remix) - 3:39

UK Single
1. "Round & Round" - 3:05
2. "Naturally (Ralphi Rosario Remix) - 3:39